# Lagerstremia

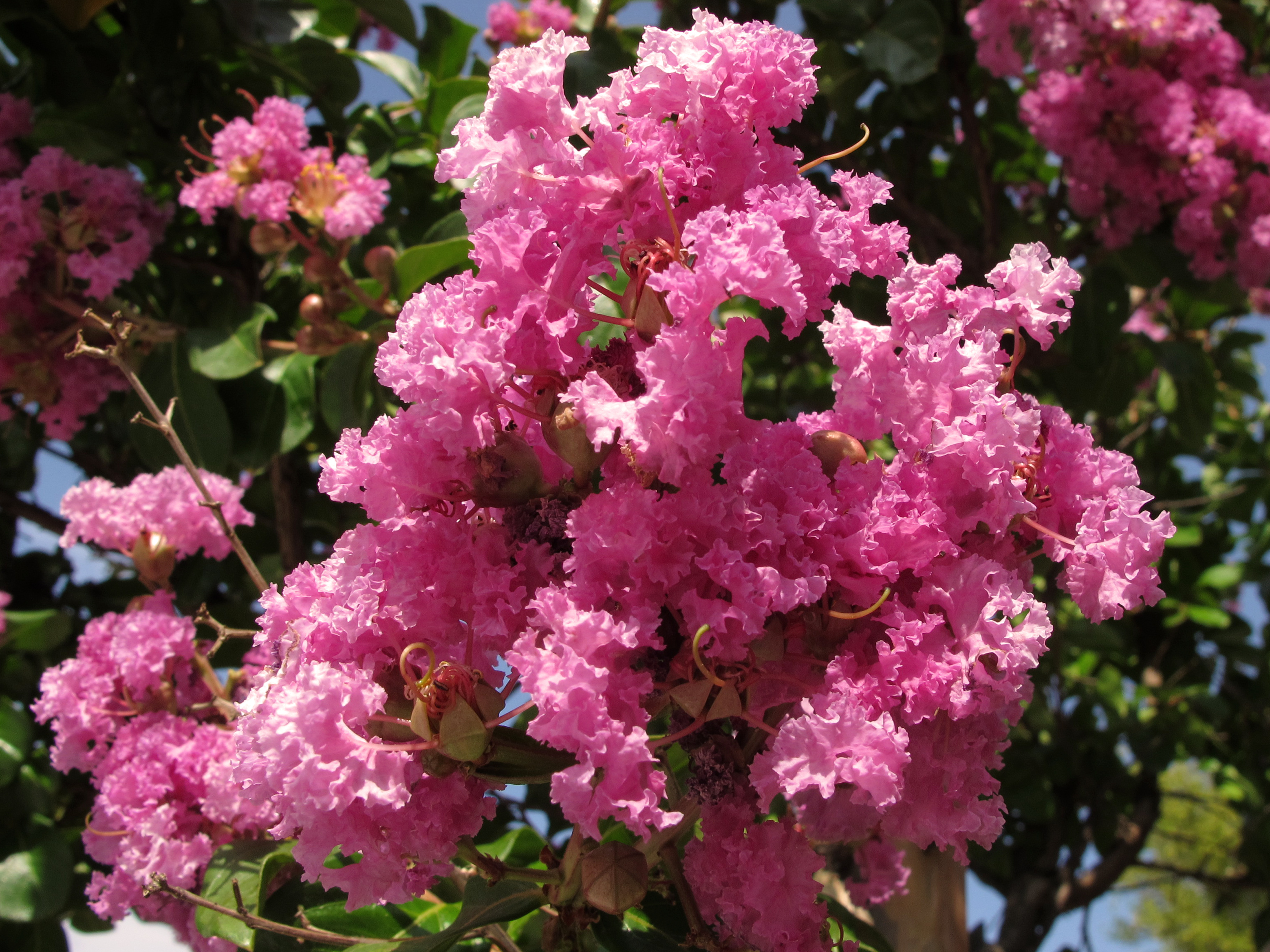
Lagerstremia indyjska

Lagerstremia (Lagerstroemia L.) – rodzaj roślin należących do rodziny krwawnicowatych. Obejmuje 48 gatunków. Występują one w Azji Południowej i Wschodniej (od Indii po Japonię) oraz w Australii. Centrum zróżnicowania stanowi Malezja (14 gatunków) i Chiny (15 gatunków).
Rośliny drzewiaste użytkowane jako dostarczające drewna i jako ozdobne. Czerwone drewno L. microcarpa używane jest do wyrobu ozdób i mebli. Wartościowego drewna dostarczają także m.in. L. hypoleuca i lagerstremia wspaniała L. speciosa. Ten ostatni gatunek oraz lagerstremia indyjska L. indica, ale i inne, a także mieszańce, uprawiane są jako ozdobne dla efektownych kwiatów. L. calyculata jest drzewem popularnie sadzonym wzdłuż ulic m.in. w Phnom Penh.

## Morfologia

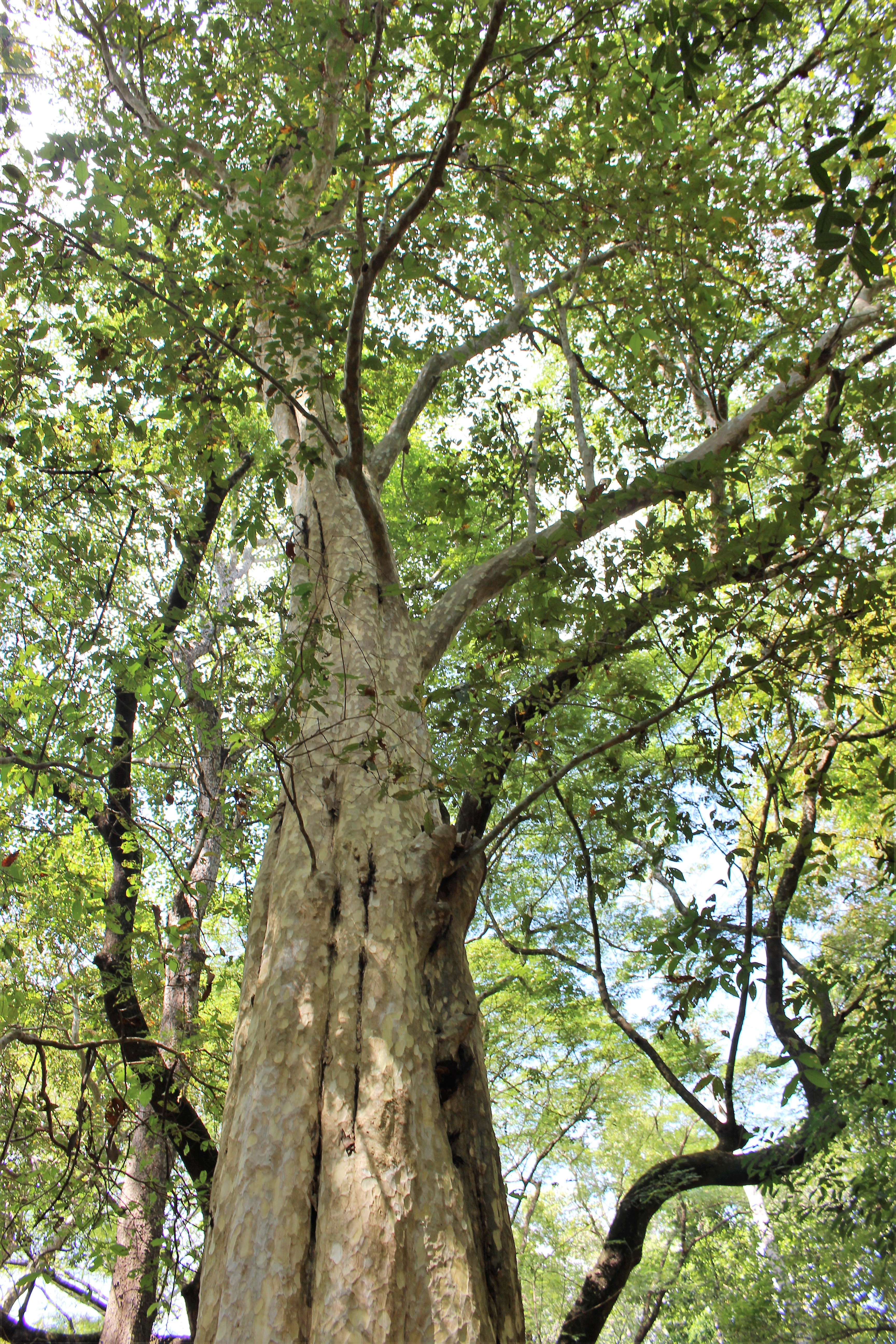
Lagerstroemia calyculata

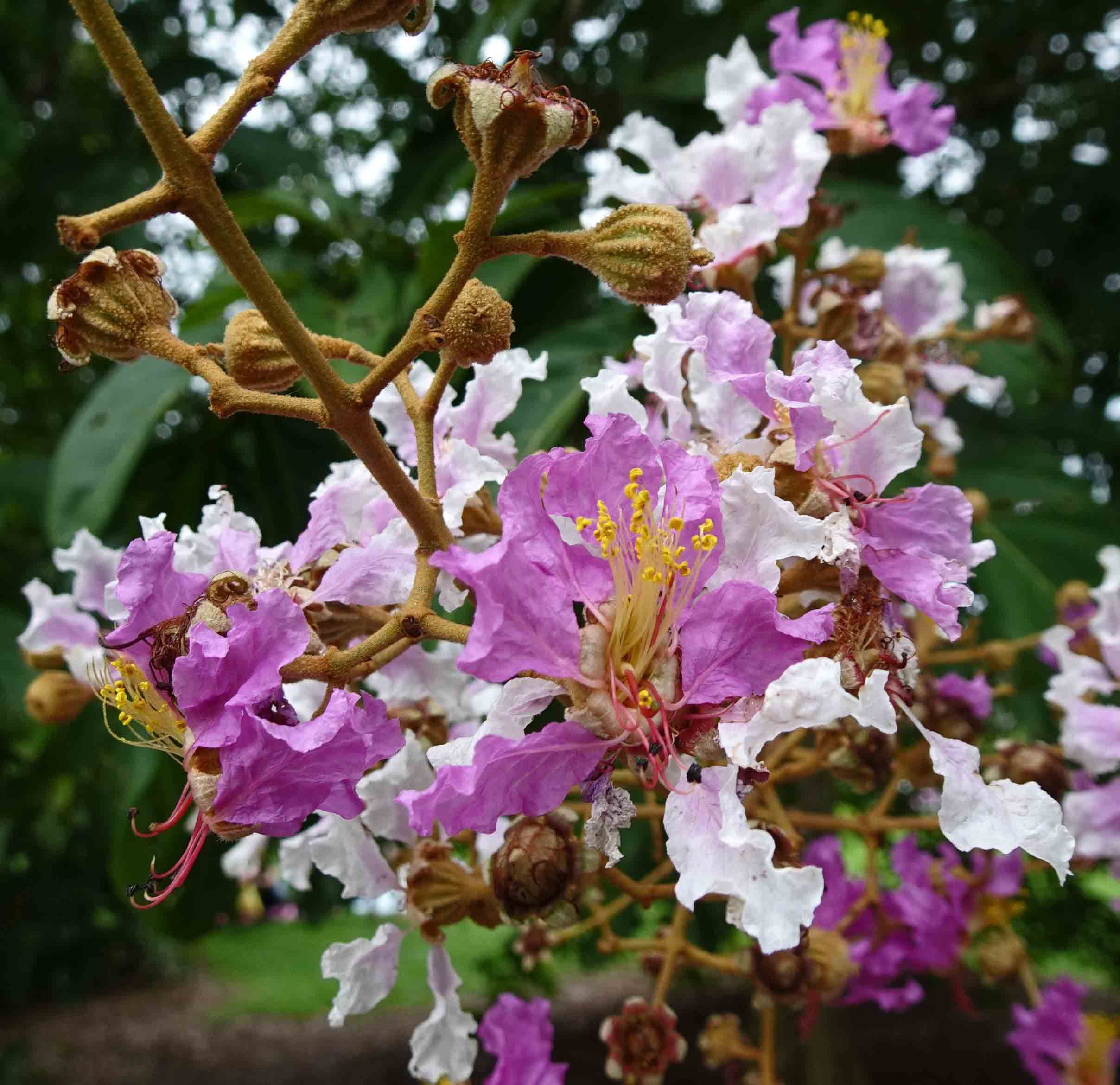
Lagerstroemia floribunda

PokrójDrzewa i krzewy. Pędy okrągłe na przekroju lub czteroboczne, czasem kanciaste i nieco oskrzydlone. Nagie lub owłosione, włoski proste, białawe do żółtobrązowych lub gwiaździste, żółte do czerwonobrązowych.
LiścieSkrętoległe do niemal naprzeciwległych, ogonkowe, ale też o ogonkach skróconych i wówczas niemal siedzące, wsparte przylistkami drobnymi i odpadającymi.
KwiatyWyrastają w wierzchotkach tworzących wiechy złożone, wyrastające na końcach pędów lub w kątach liści. Kwiaty są promieniste, zmienne – od 5- do 7-krotnych. Długie, rurkowate lub stożkowate hypancjum z ciemnymi liniami wiązek przewodzących lub oskrzydlone, na szczycie z ząbkami kielicha wąskimi lub szeroko trójkątnymi. Płatki korony zwykle pomarszczone, różowe, fioletowe lub białe. Pręciki liczne – od 12 do ponad 100, wystające ponad okwiat, u wielu gatunków dwupostaciowe – 6 z grubymi nitkami i dużymi pylnikami z resztą o cienkich nitkach i drobnych pylnikach. Zalążnia kulista do podługowatej, tworzona z 3–6 owocolistków i tylu komorowa, zwieńczona długą, wystającą szyjką słupka zakończoną główkowatym znamieniem.
OwoceSuche torebki otoczone trwałym okwiatem, otwierające się 3–6 klapami, zawierające liczne nasiona, jednostronnie oskrzydlone.

## Systematyka
Pozycja systematyczna
Rodzaj należący do rodziny krwawnicowatych (Lythraceae).
Wykaz gatunków
- Lagerstroemia amabilis Makino
- Lagerstroemia anhuiensis X.H.Guo & S.B.Zhou
- Lagerstroemia calyculata Kurz
- Lagerstroemia caudata Chun & F.C.How ex S.K.Lee & L.F.Lau
- Lagerstroemia celebica Blume
- Lagerstroemia cochinchinensis Laness.
- Lagerstroemia densa C.H.Gu & D.D.Ma
- Lagerstroemia densiflora W.J.de Wilde & Duyfjes
- Lagerstroemia duperreana Pierre ex Gagnep.
- Lagerstroemia engleriana Koehne
- Lagerstroemia excelsa (Dode) Chun ex S.K.Lee & L.F.Lau
- Lagerstroemia floribunda Jack
- Lagerstroemia fordii Koehne
- Lagerstroemia gagnepainii Furtado & Montien
- Lagerstroemia glabra Koehne
- Lagerstroemia guilinensis S.K.Lee & L.F.Lau
- Lagerstroemia huamotensis W.J.de Wilde & Duyfjes
- Lagerstroemia hypoleuca Kurz
- Lagerstroemia indica L. – lagerstremia indyjska
- Lagerstroemia kratiensis W.J.de Wilde & Duyfjes
- Lagerstroemia langkawiensis Furtado & Montien
- Lagerstroemia lecomtei Gagnep.
- Lagerstroemia limii Merr.
- Lagerstroemia loudonii Teijsm. & Binn.
- Lagerstroemia macrocarpa Kurz
- Lagerstroemia menglaensis C.H.Gu, M.C.Ji & D.D.Ma
- Lagerstroemia micrantha Merr.
- Lagerstroemia microcarpa Wight
- Lagerstroemia minuticarpa Debb. ex P.C.Kanjilal
- Lagerstroemia noei Craib
- Lagerstroemia ovalifolia Teijsm. & Binn.
- Lagerstroemia paniculata (Turcz.) S.Vidal
- Lagerstroemia parviflora Roxb.
- Lagerstroemia petiolaris Pierre ex Gagnep.
- Lagerstroemia poilanei W.J.de Wilde & Duyfjes
- Lagerstroemia pterosepala Furtado & Montien
- Lagerstroemia pustulata Furtado & Montien
- Lagerstroemia ruffordii T.T.Pham & Tagane
- Lagerstroemia speciosa (L.) Pers. – lagerstremia wspaniała
- Lagerstroemia spireana Gagnep.
- Lagerstroemia subangulata (Craib) Furtado & Montien
- Lagerstroemia subcostata Koehne
- Lagerstroemia suprareticulata S.K.Lee & L.F.Lau
- Lagerstroemia tomentosa C.Presl
- Lagerstroemia undulata Koehne
- Lagerstroemia vanosii W.J.de Wilde & Duyfjes
- Lagerstroemia venusta Wall. ex C.B.Clarke
- Lagerstroemia villosa Wall. ex Kurz